# The Sound Of Cameras
|  | Denne artikel er oprettet af botten PalnaBot ud fra en ekstern database. Den kan derfor have sproglige fejl eller mangler. Denne skabelon kan fjernes efter kontrol af indholdet. |

The Sound Of Cameras er en eksperimentalfilm instrueret af Peter Lind efter manuskript af Peter Lind.

## Handling
Et udvalg af episoder og filmnota uden manuskript. De første optagelser er påbegyndt for snart 10 år siden, jeg har glemt hvorfor jeg gik i gang og hvad jeg ville med det. Filmen afsluttes som et had / kærlighedsforhold til, at se og lave film, hvor kameraet spiller hovedrollen.